# Karijatida
Karijatida (grčki množina Καρυάτιδες) je u antičkoj grčkoj bila plesačica na Artemidinim svečanostima u Karijama na Peloponezu. U egipatskoj, indijskoj i grčkoj umjetnosti naziv za ženske kipove koji zamjenjuju stup i nose arhitrav (kao npr. Djevojke na Erehtejonu na atenskoj Akropoli). 
Kao dekorativan i funkcionalan element javljaju se u renesansi, neoklasicizmu i u novijoj reprezentativnoj arhitekturi.

## Vanjske poveznice
- Artemis at Pantheon.org - Artemida na Partenonu.
- Karl Kerényi, Grčki bogovi, 1951. – 1980. (Thames & Hudson)